# Église Notre-Dame de Sorcy-Bauthémont
L'église Notre-Dame est une église située à Sorcy-Bauthémont, en France. Cette église rurale est principalement de style roman.

## Localisation
L'église est située sur la commune de Sorcy-Bauthémont, dans le département français des Ardennes.

## Historique
L'édifice, Milone de Sorceyo, est cité dès l'an 1176 dans une charte du comte de Rethel. Il figure dans un pouillé (registre ecclésiastique) du début du XIVe siècle et y est placé sous l'invocation de la Vierge Marie, sous l'autorité de l'abbaye Notre-Dame de Sept-Fontaines et dans le doyenné du Châtelet. Dans un pouillé de 1780, les différents décimateurs sont les religieux de l'abbaye Notre-Dame de Sept-Fontaines, l'abbé d'Élan et les religieus de l'abbaye Saint-Remi de Reims.
L'édifice est classé au titre des monuments historiques en 1986.

## Description

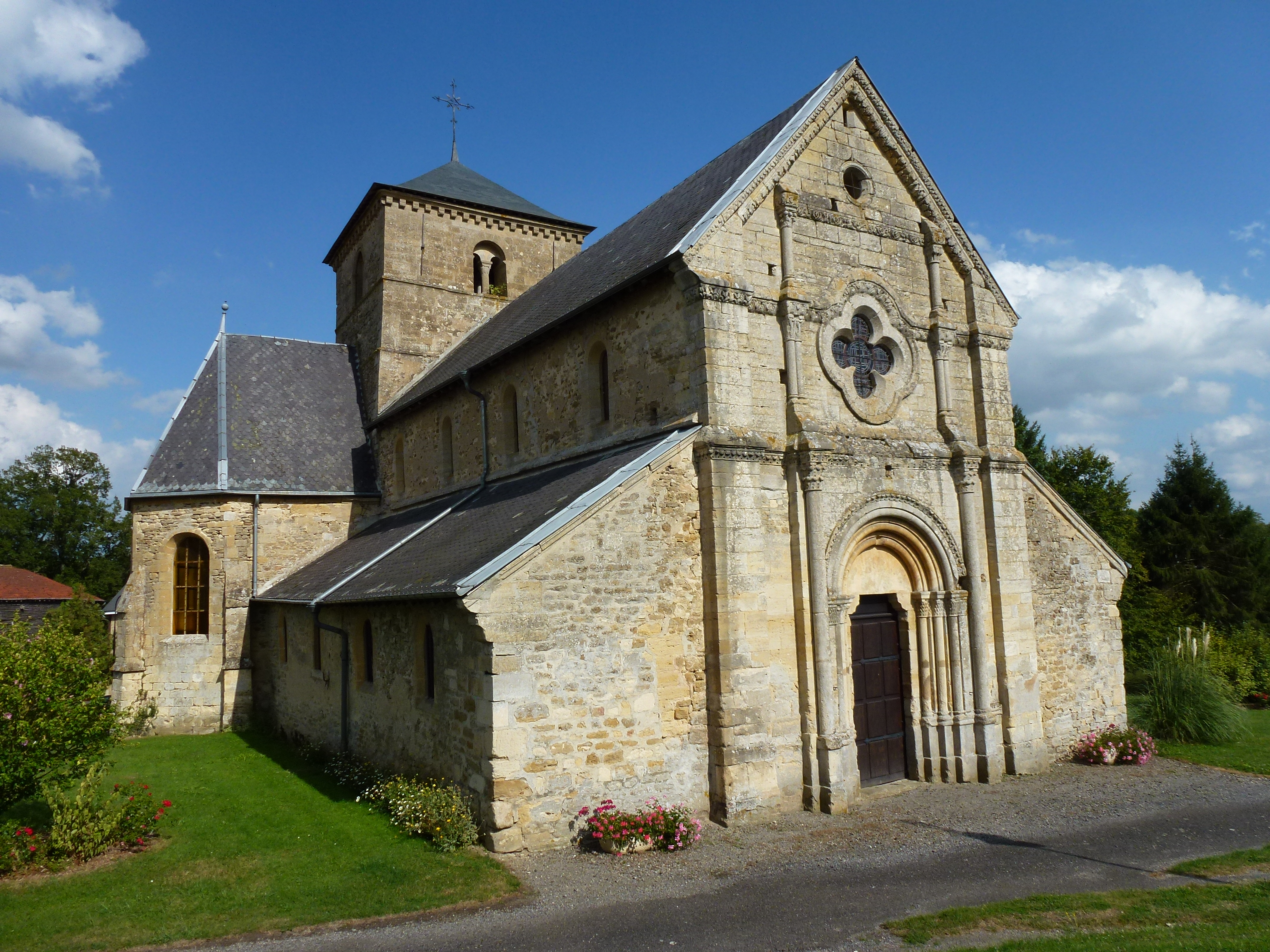
Façade occidentale
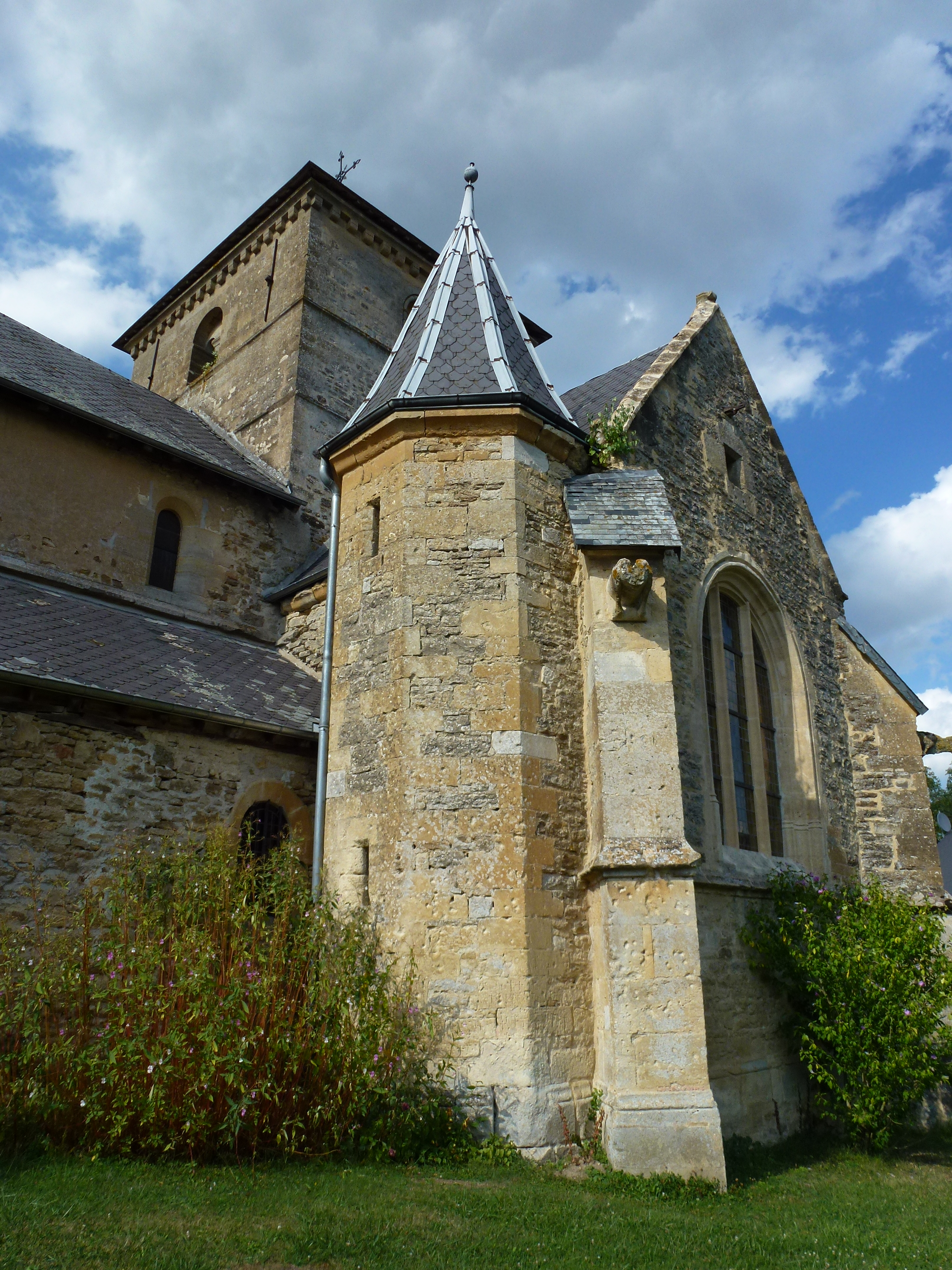
Tourelle
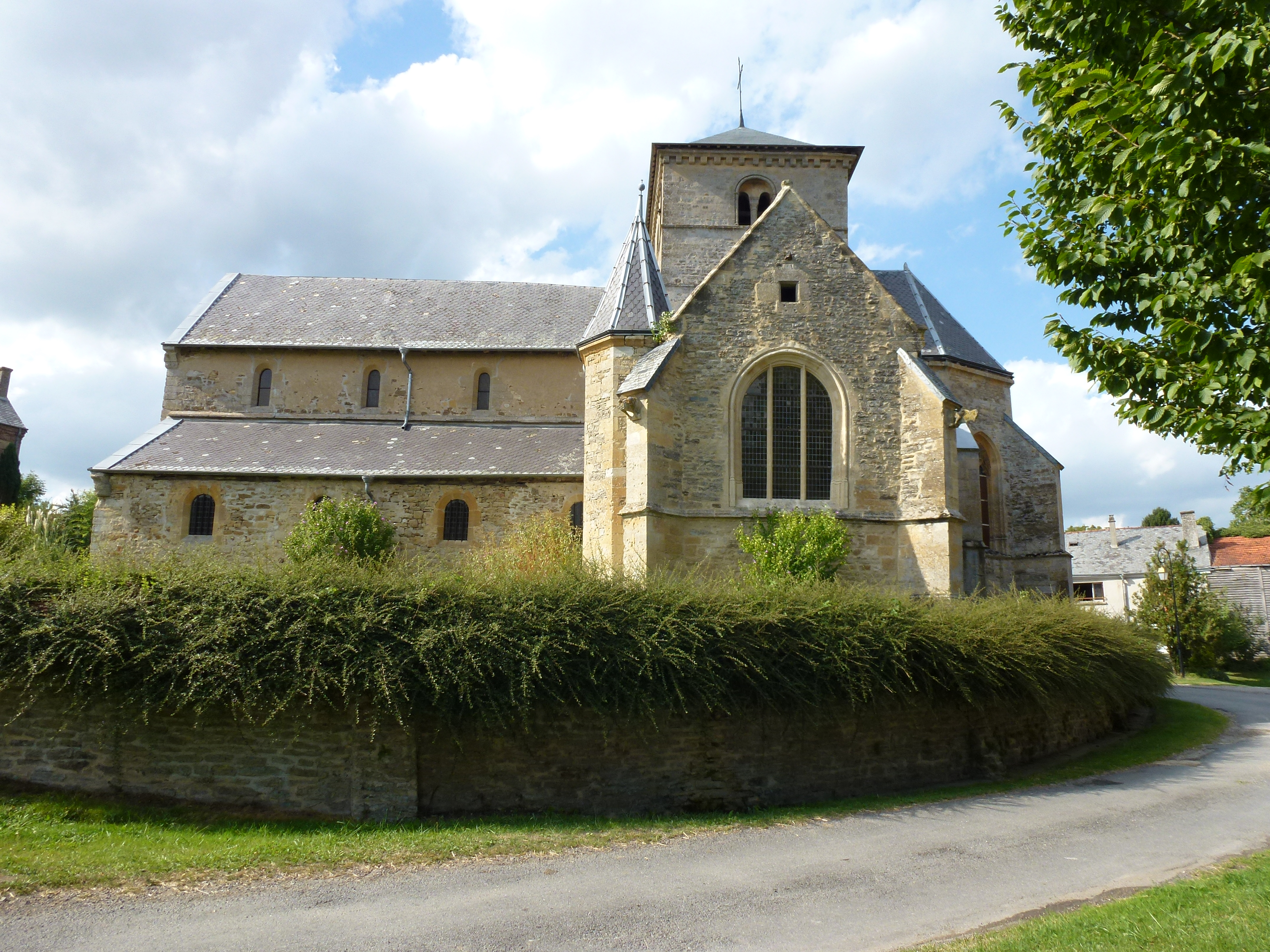
Vue latérale

### La façade occidentale

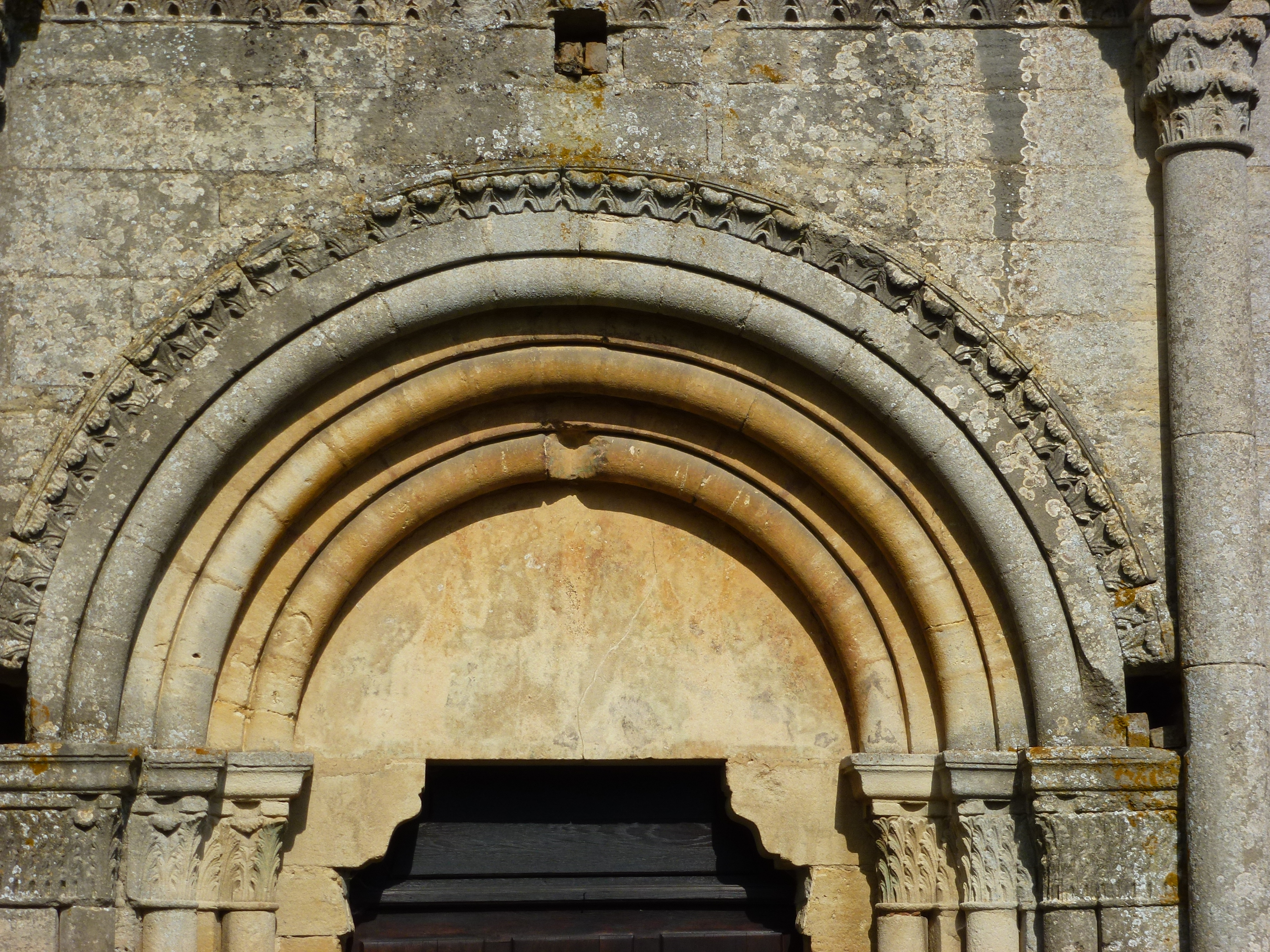
portail de la façade occidentale

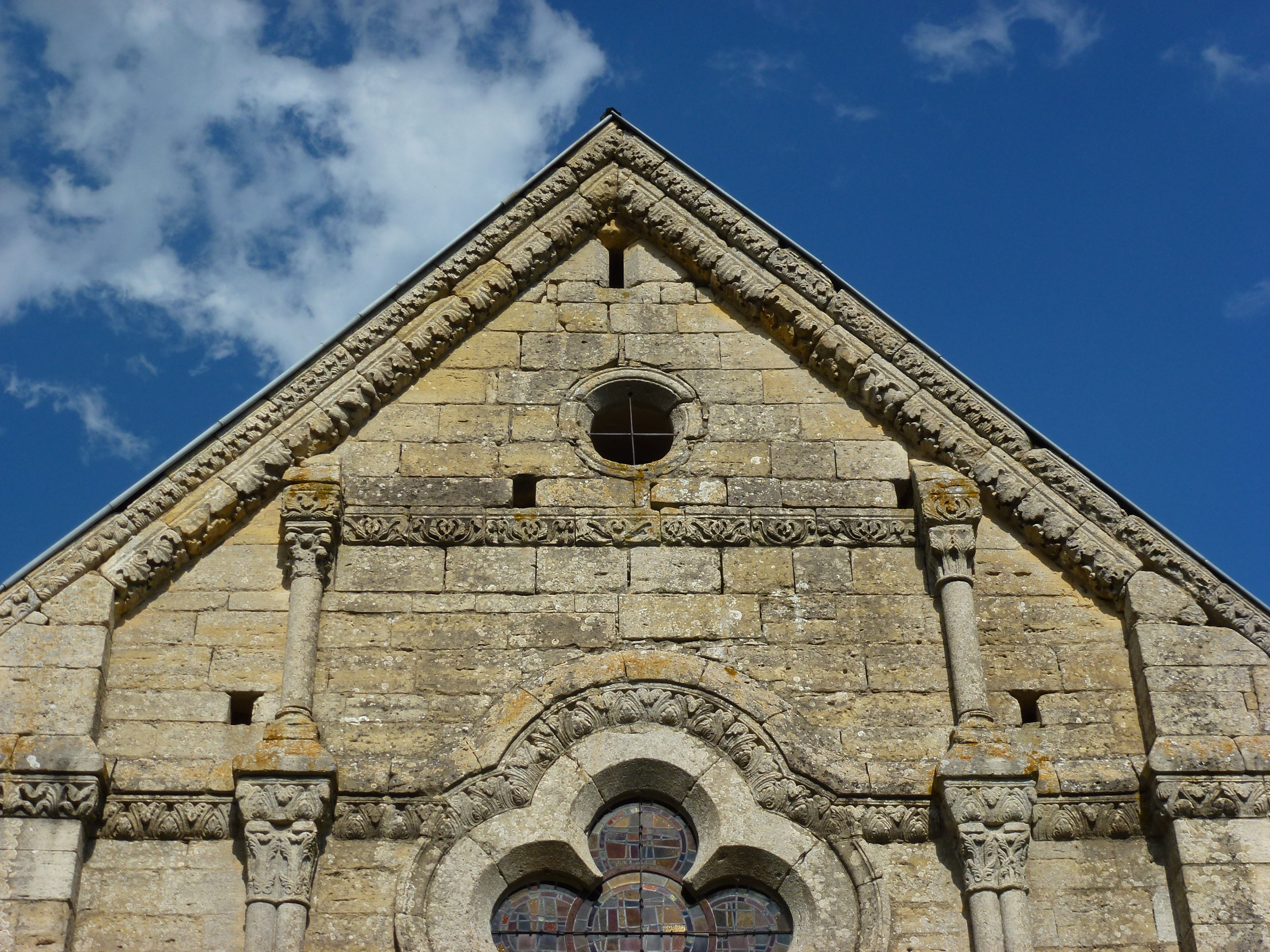
partie médiane et haute de la façade occidentale

La façade se découpe en trois parties horizontales, de hauteurs décroissantes, encadrées de colonnes dont les chapiteaux sont ornés de feuilles d'acanthe et s'appuient sur des contreforts formant l'angle.
La partie la plus basse est un portail en plein cintre, au tympan non sculpté. Le portail est orné de trois rouleaux de tores nus retombant sur des colonnes disposées en ébrasement, avec une archivolte sculptée de feuilles acanthiformes, formant larmier au niveau de l'entablement.
Au-dessus du portail, la partie médiane s'organise autour d'une fenêtre constituée de quatre lobes en retrait. Cette partie de la façade est flanquée de colonnes géminées.
La partie supérieure est nue, mais ornée à nouveau en corniche de rampants en feuille d'acanthe.

« La sculpture ornementale, très finement exécutée, évoque irrésistiblement l'architecture corinthienne de la Gaule romaine. Cette façade est sans contredit la plus originale et la plus belle de la région. »

— Hubert Collin.

### Autres éléments remarquables à l'extérieur
La tour carrée est de forme relativement trapue, avec des baies géminées, en plein cintre et des arcs vifs. Elle faisait 30 mètres de hauteur mais fut réduite à la suite de l'ouragan de 1834. Une tourelle hexagonale se trouve sur un des côtés.

### Intérieur
Cette église a un plan basilical rectangulaire, très classique dans le diocèse de Reims et s'inscrivant dans une tradition carolingienne. La nef est plafonnée de charpente, avec des arcades en tiers-point et à angles vifs retombant sur des piles de section carrée à impostes moulurées, probablement plus anciennes. La croisée du transept dispose de voûte d'ogive s'appuyant sur les tailloirs moulurés de chapiteaux romans à feuille d'acanthe.
Dans le mobilier, les éléments les plus remarquables sont les stalles en bois sculpté, les retables et autels latéraux sud et nord, et le maître-autel, tabernacle, retable et baldaquin, avec une inscription de 1717 au revers du maître-autel:
HAEC TABERNACULUM ALTARE STATUA BONI PASTORIS CUM SVO LOCVLATEMTO SUPTIBVS ECCLESIA POSITA PROCVRANTE PASTORE.F.HENRIQVEZ ANNO 1717 EODEM ANNO CLATHRA FERREA CHORI.
Deux cloches furent installées en 1837 : Alexandrine de 1 m et Louise de 90 cm de diamètre.
Elles remplaçaient les trois cloches posées en 1717 dont deux furent enlevées par la Révolution en même temps que les grilles du chœur.